# قائمة مدن سلطنة عمان

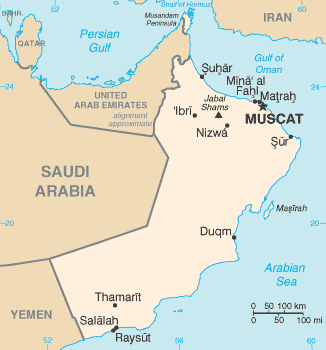
خريطة عمان

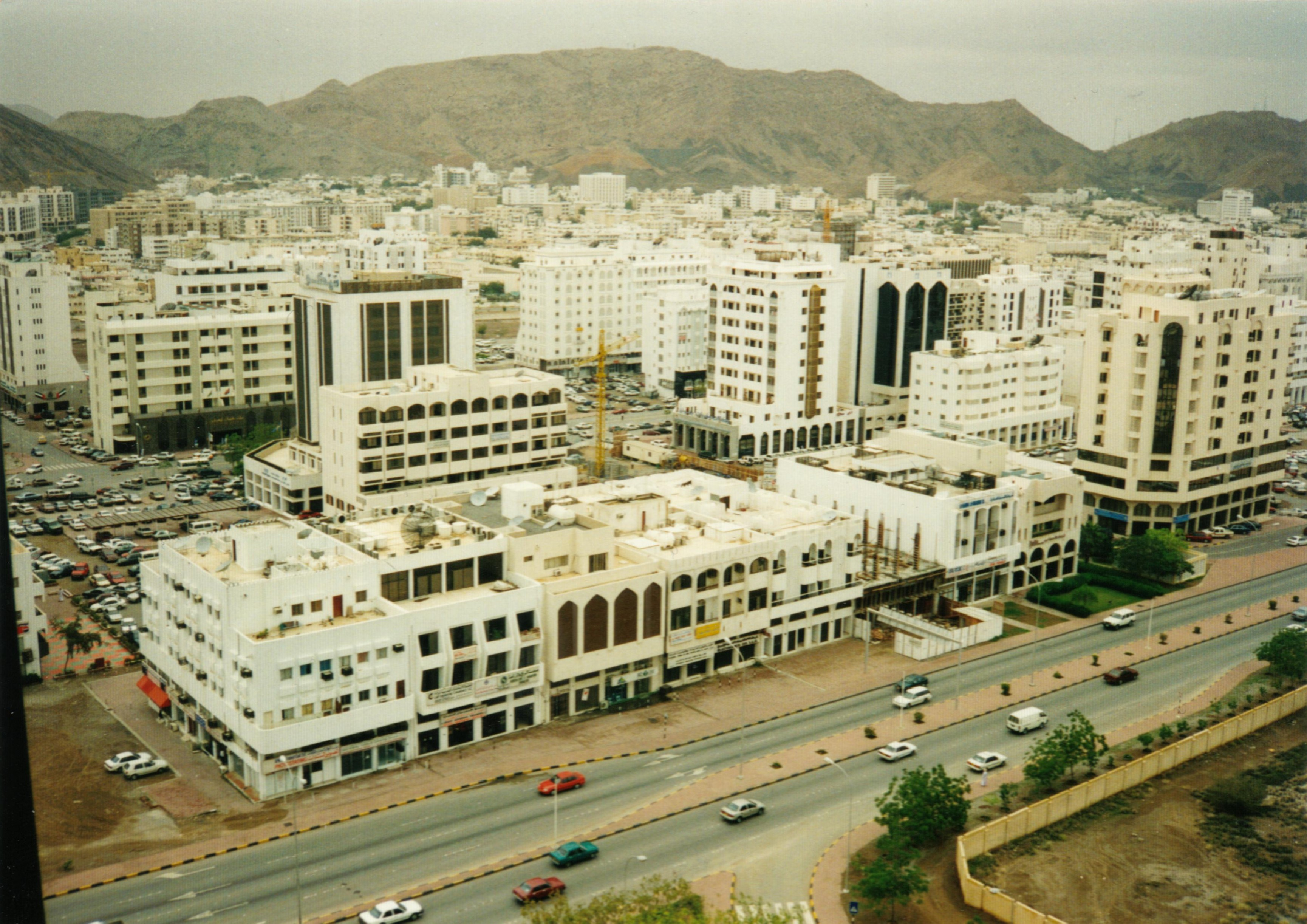
مسقط، عاصمة سلطنة عمان

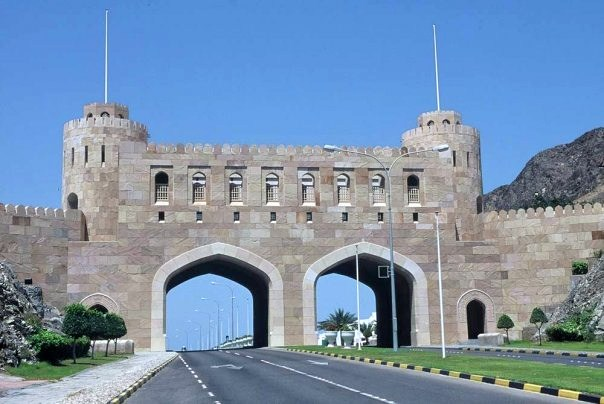
بوابة مسقط

فيما يلي قائمة مدن سلطنة عمان و التي تزيد عن 10,000 نسمة.

## أهم المدن
يبلغ عدد مدن سلطنة عُمان الرئيسية حوالي 9 مدينة تقريباً:
- مسقط: تعتبر مسقط من المدن المهمة في عُمان وتشتمل على كثير من خصائص السلطنة فهي تطل على البحر وفيها الجبال الشاهقة وتتصل بالطرق الملتوية إلى أماكن الخصوبة داخل عُمان وعلى هذا فهي تمثل البحر والجبال والخصوبة وتلك هي أبرز مظاهر الحياة فيها.

- صحار: إشتهرت مدينة صحار عبر تاريخها العريق بعدة أسماء حيث أطلق عليها اسم مجان في حوالي النصف الثاني من الإلف الثالث قبل الميلاد، واسم مزون الذي إستخدمته النصوص الفارسية والصينية لعدة قرون، وأما اسم صحار فهو يرجع كما أشار إليه المؤرخ ياقوت الحموي إلى أحفاد النبي نوح عليه السلام وهو صحار بن آدم بن سام بن نوح، ونظراً لعراقة هذه المدينة فقد كانت لها علاقات تجارية تعود لحوالي الألف الثاني قبل الميلاد.

- نزوى: مدينة نزوى وهي إحدى العواصم العُمانية القديمة وتقع في قلب عُمان داخل النطق الصخري للحجر في سهل ضيق. تتخللها الأودية وتحيط بها الجبال من كل الجهات وتعتبر المركز الرئيسي للإمامة في السابق ففيها تركزت القوى الأدبية الدينية ومنها انطلقت أوامر الإمام لتنشر بين شعبة... واتخذها الإئمة الأولون عاصمة ملكهم وقد امتد أسطولهم إلى الخارج.
- صور: مدينة صور التي كانت في يوم من الأيام الميناء الرئيسي في عُمان ومركزاً للتجارة. وإن صور استوطنها الفينيقيون وربما بنوها.
- الرستاق: تتميز مدينة الرستاق بعدد من المواقع السياحية الهامة، أبرزها: عين الكسفة وهي عبارة عن عيون لمياه طبيعية تصل درجة حرارتها 45 درجة مئوية ثابتة، تخرج منها المياه الساخنة فيعدة جداول لسقاية البساتين وتشتهر مياه عين الكسفة بكونها علاجاً طبيعياً لأمراض الروماتيزم نظراً لطبيعتها «الكبريتية» وكذلك علاجاً للأمراض الجلدية.
- قلهات: تعد مدينة قلهات من أقدم المدن والموانئ العُمانية كما تعد مدينة قلهات أحد المواقع الأثرية في التي تبلغ مساحتها 35 هكتاراً من الشواهد الأثرية كمرفأ رئيسي في عُمان في العصور الوسطى. ويرجع تاريخ المدينة إلى القرون من الخامس والسادس وحتى القرن العاشر الهجري (القرنين 14 – 15 الميلاديين)، وقد لعبت دوراً رئيسياً في شبكات تجارة المحيط الهندي خلال فترة المملكة الهرمزية في القرنين التاسع والعاشر الهجريين (القرنين 14 – 15 الميلاديان.
- صلالة: تشتهر المنطقة الجنوبية بمدينة تاريخية هي صلالة التي تمتاز بمناخها الجميل وحدائقها الغناء لو أردنا أن نرسم صورة لعُمان لقلنا إنها قمم شاهقة تطل على وديان منحدرة وصخور جرداء بجوار سهول البساتين وبحر زاحر من جانب ورمال ترابية من جانب آخر وشعبها تبعاً لذلك يشتغل بالرعي والزراعة والصيد كما أن موقعها الجغرافي قدم لشعبها مهمة أخرى. هي الأسفار التجارية فعُمان تسيطر على أقدم وأهم الطرق التجارية البحرية في العالم.
- ابراء : تقع ابراء في محافظة شمال الشرقية وهي مركز المحافظة .

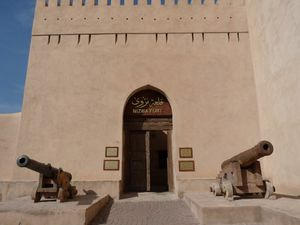
قلعة نزوى

## مدنسلطنة عمان[1][2][3][4][5][6][7][8][9][10]
| المحافظة            | الولاية                | المدينة                  | عدد السكان |
| ------------------- | ---------------------- | ------------------------ | ---------- |
| محافظة مسقط         | ولاية السيب            | السيب                    | 470,878    |
| محافظة مسقط         | ولاية بوشر             | بوشر                     | 362,523    |
| محافظة ظفار         | ولاية صلالة            | صلالة (عاصمة المحافظة)   | 293,962    |
| محافظة شمال الباطنة | ولاية صحار             | صحار (عاصمة المحافظة)    | 219,264    |
| محافظة مسقط         | ولاية العامرات         | العامرات                 | 96,384     |
| محافظة البريمي      | ولاية البريمي          | البريمي (عاصمة المحافظة) | 92,223     |
| محافظة جنوب الشرقية | ولاية صور              | صور (عاصمة المحافظة)     | 83,763     |
| محافظة جنوب الشرقية | ولاية جعلان بني بو علي | جعلان بني بو علي         | 66,284     |
| محافظة الداخلية     | ولاية نزوي             | نزوي (عاصمة المحافظة)    | 64,599     |
| محافظة شمال الباطنة | ولاية الخابورة         | الخابورة                 | 63,750     |
| محافظة شمال الباطنة | ولاية السويق           | السويق                   | 60,868     |
| محافظة الظاهرة      | ولاية عبري             | عبري (عاصمة المحافظة)    | 55,419     |
| محافظة جنوب الباطنة | ولاية الرستاق          | الرستاق (عاصمة المحافظة) | 45,367     |
| محافظة الداخلية     | ولاية بهلاء            | بهلاء                    | 39,576     |
| محافظة جنوب الباطنة | ولاية بركاء            | بركاء                    | 36,427     |
| محافظة شمال الباطنة | ولاية السويق           | خضراء آل سعد             | 36,271     |
| محافظة جنوب الشرقية | ولاية جعلانبني بوحسن   | جعلان بني بوحسن          | 34,466     |
| محافظة مسقط         | ولاية قريات            | قريات                    | 31,325     |
| محافظة جنوب الشرقية | ولاية الكامل و الوافي  | الكامل و الوافي          | 30,853     |
| محافظة الداخلية     | ولاية سمائل            | سمائل                    | 29,691     |
| محافظة شمال الشرقية | ولاية إبراء            | إبراء ( عاصمة المحافظة ) | 29,599     |
| محافظة شمال الشرقية | ولاية بدية             | المنترب                  | 25,683     |
| محافظة مسقط         | ولاية مسقط             | مسقط ( العاصمة )         | 24,099     |
| محافظة شمال الباطنة | ولاية صحم              | صحم                      | 23,923     |
| محافظة الداخلية     | ولاية إزكي             | إزكي                     | 23,159     |
| محافظة شمال الباطنة | ولاية صحم              | مرتفعات صحم              | 22,273     |
| محافظة مسندم        | ولاية خصب              | خصب (عاصمة المحافظة)     | 21,651     |
| محافظة شمال الشرقية | ولاية المضيبي          | سناو                     | 19,643     |
| محافظة الداخلية     | ولاية أدم              | أدم                      | 18,654     |
| محافظة شمال الباطنة | ولاية لوى              | لوى                      | 18,321     |
| محافظة جنوب الباطنة | ولاية المصنعة          | الملدة                   | 16,387     |
| محافظة جنوب الباطنة | ولاية بركاء            | الصومحان                 | 15,671     |
| محافظة جنوب الباطنة | ولاية نخل              | نخل                      | 15,580     |
| محافظة شمال الشرقية | ولاية المضيبي          | المضيبي                  | 15,430     |
| محافظة جنوب الباطنة | ولاية بركاء            | الشخاطيط                 | 14,974     |
| محافظة الداخلية     | ولاية بدبد             | فنجا                     | 14,755     |
| محافظة شمال الباطنة | ولاية السويق           | البداية                  | 14,106     |
| محافظة الداخلية     | ولاية الحمراء          | الحمراء                  | 14,035     |
| محافظة الظاهرة      | ولاية ضنك              | ضنك                      | 13,279     |
| محافظة جنوب الشرقية | ولاية جعلان بني بو علي | الأشخرة                  | 13,199     |
| محافظة شمال الباطنة | ولاية صحم              | مخيليف                   | 13,060     |
| محافظة مسقط         | ولاية بوشر             | السويديفي                | 12,822     |
| محافظة الوسطى       | ولاية الدقم            | وادي صاي                 | 12,805     |
| محافظة الداخلية     | ولاية منح              | منح                      | 12,553     |
| محافظة ظفار         | ولاية طاقة             | طاقة                     | 12,538     |
| محافظة الظاهرة      | ولاية ينقل             | ينقل                     | 12,241     |
| محافظة جنوب الشرقية | ولاية مصيرة            | حلف                      | 12,217     |
| محافظة جنوب الباطنة | ولاية بركاء            | الرميس                   | 12,089     |
| محافظة شمال الباطنة | ولاية السويق           | ضيان البوسعيد            | 11,637     |
| محافظة شمال الباطنة | ولاية لوى              | الزاهية                  | 11,218     |
| محافظة الظاهرة      | ولاية عبري             | الدريز                   | 11,037     |
| محافظة جنوب الباطنة | ولاية المصنعة          | المصنعة                  | 10,809     |
| محافظة ظفار         | ولاية ثمريت            | ثمريت                    | 10,552     |
| محافظة شمال الباطنة | ولاية صحم              | ديل آل عبد السلام        | 10,426     |
| محافظة شمال الباطنة | ولاية صحم              | الحويل                   | 10,058     |